# Lycia terroraria
Lycia terroraria là một loài bướm đêm trong họ Geometridae.